# Catálogo comercial
El catálogo comercial es una obra impresa en la que las empresas muestran su inventario de oferta de productos y servicios a los clientes.
En el mundo digital actual, donde la información fluye a una velocidad impresionante, los catálogos desempeñan un papel crucial al organizar y presentar datos de manera efectiva. Ya sea en línea o en formato impreso, un catálogo es una herramienta valiosa utilizada por empresas y organizaciones para presentar sus productos o servicios de manera atractiva y estructurada.

## Contenido
El catálogo suelen ser la familia de catálogos dirigidos a profesionales (mayoristas, minoristas, etc.) los que suelen ir acompañados de una lista de precios sobre la que la compañía aplicará los descuentos negociados con el cliente.
En la portada se suele incluir imágenes que llamen la atención de los posibles clientes, además de información de la empresa como su logo, nombre, dirección y teléfono de contacto. Otras informaciones de orden práctico que se incluyen en el catálogo son: plazos de entrega, pedidos mínimos, medios de pago, cobertura geográfica, puntos de suministro, etc.
El catálogo se renueva periódicamente, en muchas ocasiones con periodicidad anual o mensual. En la industria de la confección se cambia conforme se van lanzando las colecciones en lo que se llama catálogo de temporada.

## Estructura
El diseño visual de su catálogo es fundamental para captar la atención de los lectores. Utilice colores y fuentes que reflejen la identidad de su marca. Organice su contenido de manera lógica y estructurada, utilizando un diseño de página que facilite la navegación. Asegúrese de que las imágenes y gráficos sean de alta calidad y estén relacionados con los productos o servicios que está presentando.

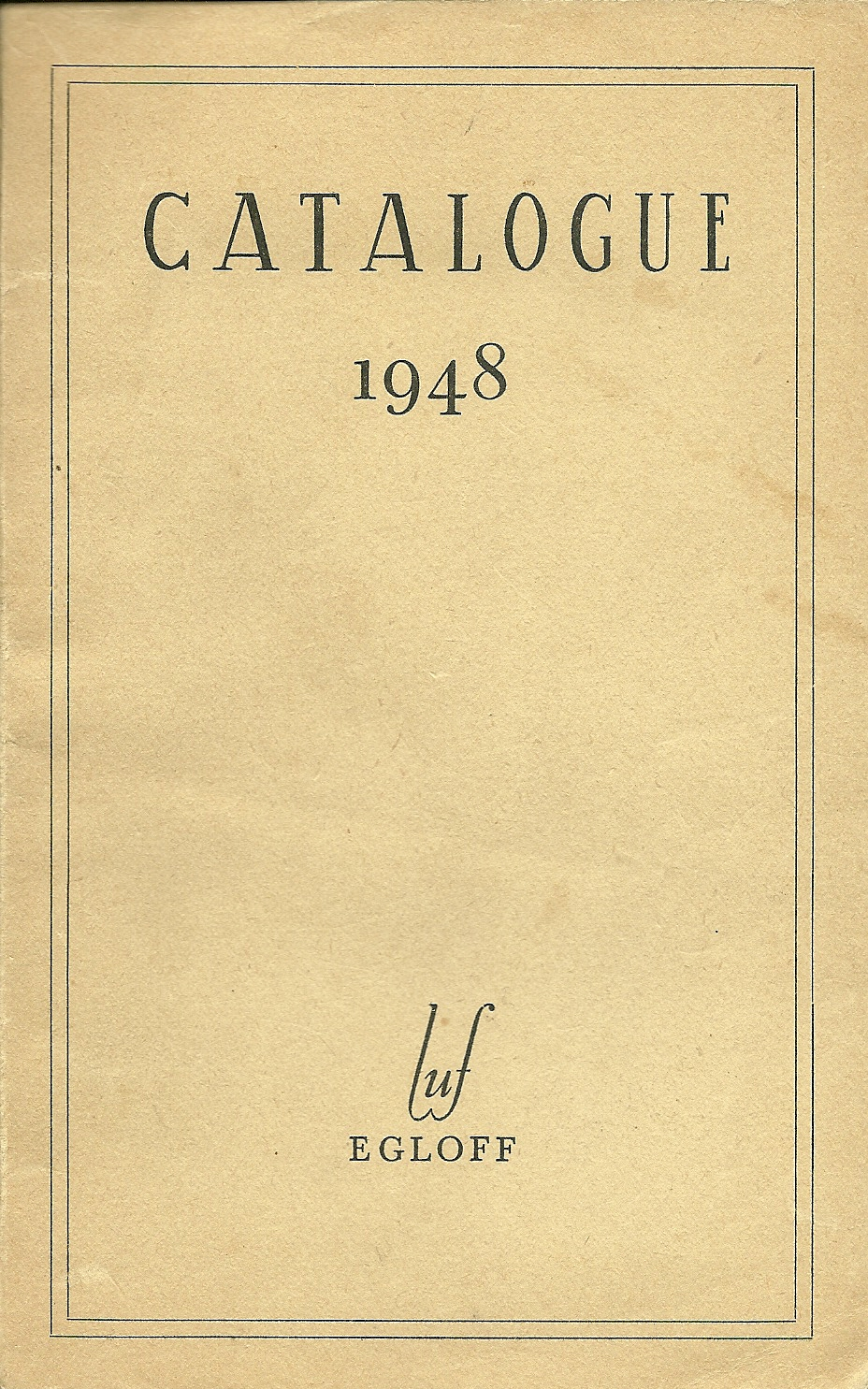
Catálogo de 1948

## Catálogo de producto
El catálogo de producto incluye:
- Fotografía de los productos que comercializa la compañía.
- Breve explicación de sus características técnicas: composición, ingredientes, proceso de fabricación, cumplimiento de la normativa aplicable, etc.
- Planos, esquemas o diagramas de su estructura, forma de su funcionamiento.
- Gráficos sobre las prestaciones técnicas más destacadas.
- Gama ofertada: formas, medidas, colores, etc. En el caso del sector textil: tallas, colores, tejidos, estampados.
- Fotografía de los accesorios o complementos .

Si se trata de «bienes industriales», el catálogo se hace especial hincapié en aspectos como instalación y montaje, garantía, servicio postventa, atención de reclamaciones, etc.

## Catálogo de servicios
El catálogo de servicios muestra la oferta disponible incidiendo en los beneficios que el cliente puede obtener: atenciones incluidas en la tarifa, rentabilidad, plazo, duración, etc.